# Pirdop (ville)
Pour l’article homonyme, voir Pirdop.
Pirdop (en bulgare : Пирдоп) est une petite ville située dans le centre-ouest de la Bulgarie.

## Géographie
La ville de Pirdop est située dans le centre-ouest de la Bulgarie, à 80 km à l'est de la capitale Sofia.
La ville est le chef-lieu de la commune de Pirdop, qui fait partie de la région de Sofia.
| 2005  | 2010  | 2012  |
| ----- | ----- | ----- |
| 8 091 | 7 749 | 8 169 |

## Histoire
Les environs de la ville actuelle sont habités depuis la préhistoire. Mais la première mention de la localité figure dans un registre ottoman de 1430, sous le nom de Protopopinci. Il a été déduit de ce nom que l'homme d'église ayant la charge (protopope) la plus élevée dans la région devait y résider. Une église est présente dans la localité depuis 1618. En 1874 y fut trouvé l'Apôtre de Pirdop, qui est un monument littéraire bulgare datant du XVIIe siècle.
Le toponyme Pirdop est mentionné, pour la première fois, dans un registre monacal datant de 1727.
Pendant la Renaissance bulgare, la localité devient un centre économique spécialisé dans le tissage des étoffes, dont la production est connue de Belgrade et Bucarest jusqu'à Istanbul et Smyrne.

## Éducation et culture
L'existence d'une école à Pirdop est mentionnée dès le XVIIe siècle ; elle devient une école municipale en 1820. Une école pour garçon et filles est ouverte en 1849, plusieurs classes y sont ouvertes en 1859 et une école de filles y est créée en 1863.
Le Tchitalichté "Saglassié" y est ouvert en 1871.

## Galerie

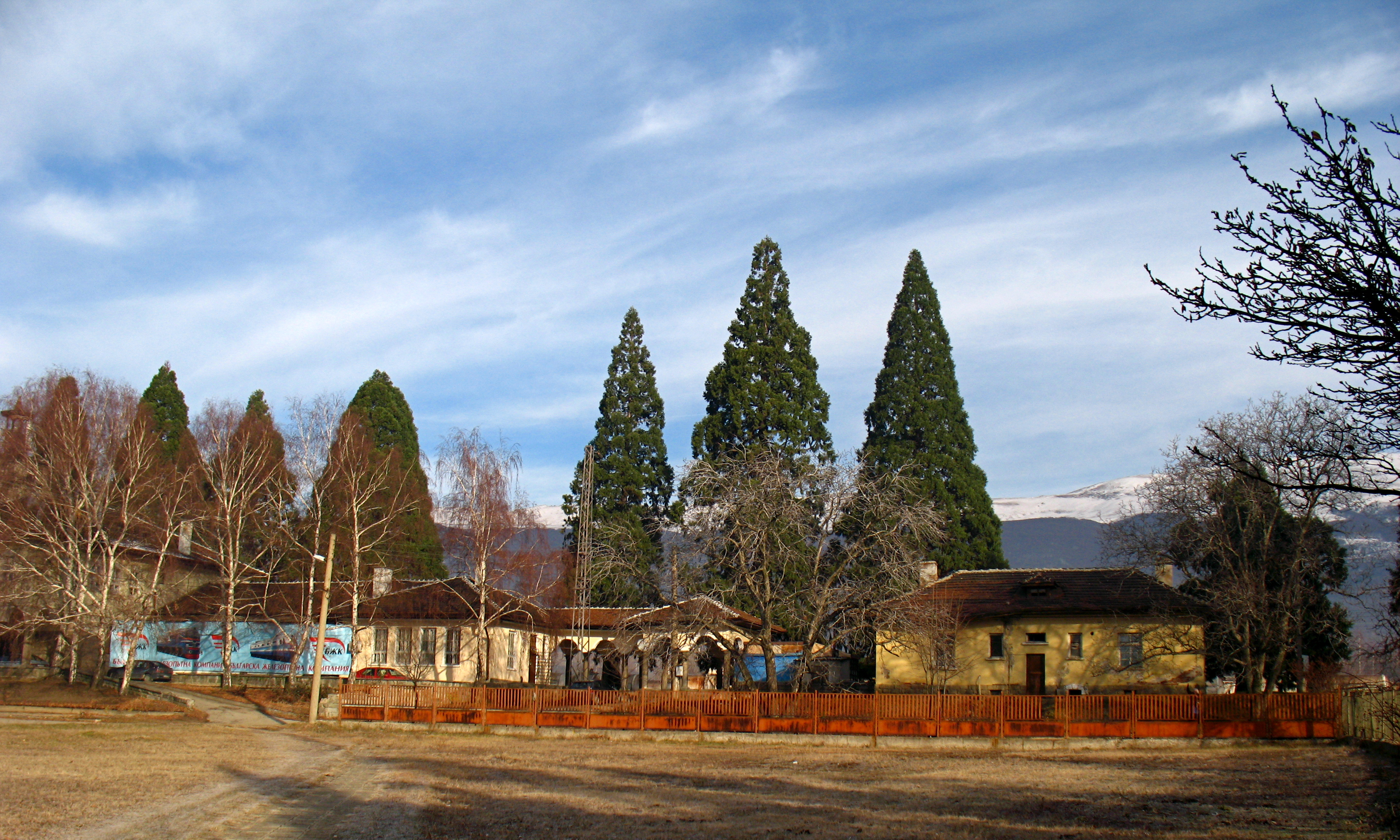
La gare de Pirdop